# 黃玲青
黃玲青（2003年10月7日—），馬來西亞女子羽毛球運動員。

## 生涯
黃玲青出生於東馬來西亞的砂拉越州美里。作為家中獨女的她，從小便受到母親的啟發開始接觸羽毛球這項運動。之後在八歲時在全國10歲以下青年錦標賽中斬獲比賽勝利。她更是在2022年全國青年21歲以下錦標賽中奪取雙冠。她先是在女單決賽中以21比16、21比18擊敗來自吉蘭丹的曾雯詩之後再與張樂絢合作奪下女雙冠軍。之後在同年9月，黃玲青與陳世威合作代表砂拉越參加馬來西亞運動會的混合雙打項目，他們在半決賽中不敵馬六甲的鄭凱文/杜頤溈；之後他們轉戰銅牌戰，並且以2比1擊敗另一組馬六甲組合陳國賢/葉靈，成功為砂拉越貢獻一枚銅牌。10月，19歲的黃玲青便被號召加入國家隊以及被選為2023年亞洲羽毛球混合團體錦標賽的陣容當中。
加入國家隊後，黃玲青便在2023年11月舉辦的馬來西亞國際挑戰賽中首次闖進成年賽事決賽圈。最後以0比2不敵從資格圈晉級的日本選手香山未帆，獲得亞軍。
2024年11月，黃玲青為了專注學業而選擇退出國家隊，後於2025年1月重返國家隊並入選了2025年亞洲羽毛球混合團體錦標賽的陣容當中。5月，黃玲青在斯洛文尼亞公開賽女單決賽中以2比0戰勝印尼的Deswanti Hujansih Nurtertiati，奪得職業生涯中首座國際賽冠軍。

## 主要比賽成績
只列出曾進入準決賽的國際賽事成績：
| 年份   | 賽事                       | 公開賽級別 | 項目     | 成績   |
| ------ | -------------------------- | ---------- | -------- | ------ |
| 2022年 | 雪梨羽毛球國際賽           | 國際系列賽 | 女子單打 | 準決賽 |
| 2023年 | 愛沙尼亞羽毛球國際賽       | 國際系列賽 | 女子單打 | 準決賽 |
| 2023年 | 蒙古國羽毛球國際挑戰賽     | 國際挑戰賽 | 女子單打 | 準決賽 |
| 2023年 | 馬來西亞羽毛球國際挑戰賽   | 國際挑戰賽 | 女子單打 | 亞軍   |
| 2024年 | 印尼泗水羽球國際挑戰賽     | 國際挑戰賽 | 女子單打 | 準決賽 |
| 2025年 | 斯洛文尼亞羽毛球公開賽     | 國際系列賽 | 女子單打 | 冠軍   |
| 2025年 | 夏季世界大學運動會羽球比賽 | 其他       | 女子單打 | 銅牌   |

| 2018-2026年 | 總決賽 | 超級1000賽 | 超級750賽 | 超級500賽 | 超級300賽 | 超級100賽 | 國際挑戰賽 | 國際系列賽 | 未來系列賽 | 其他 |